# Lijst van voetbalinterlands België - Litouwen (vrouwen)
Deze lijst van voetbalinterlands is een overzicht van alle officiële voetbalinterlands tussen de nationale vrouwenteams van België en Litouwen. De landen hebben tot nu toe twee keer tegen elkaar gespeeld.

## Wedstrijden
| № | Plaats      | Datum            | Competitie           | Wedstrijd         | Uitslag |
| - | ----------- | ---------------- | -------------------- | ----------------- | ------- |
| 1 | Leuven      | 12 november 2019 | EK 2022 kwalificatie | België − Litouwen | 6 − 0   |
| 2 | Marijampolė | 27 oktober 2020  | EK 2022 kwalificatie | Litouwen − België | 0 − 9   |

## Samenvatting
| Competitie      | Totaal gespeeld | Winst België | Gelijk | Winst Litouwen | Doelsaldo België – Litouwen |
| --------------- | --------------- | ------------ | ------ | -------------- | --------------------------- |
| EK-kwalificatie | 2               | 2            | 0      | 0              | 15 − 0                      |
| Totaal          | 2               | 2            | 0      | 0              | 15 − 0                      |